# 2091 Sampo
2091 Sampo (1941 HO) là một tiểu hành tinh vành đai chính được phát hiện ngày 26 tháng 4 năm 1941 bởi Y. Vaisala ở Turku.